# Anja Cetti Andersen

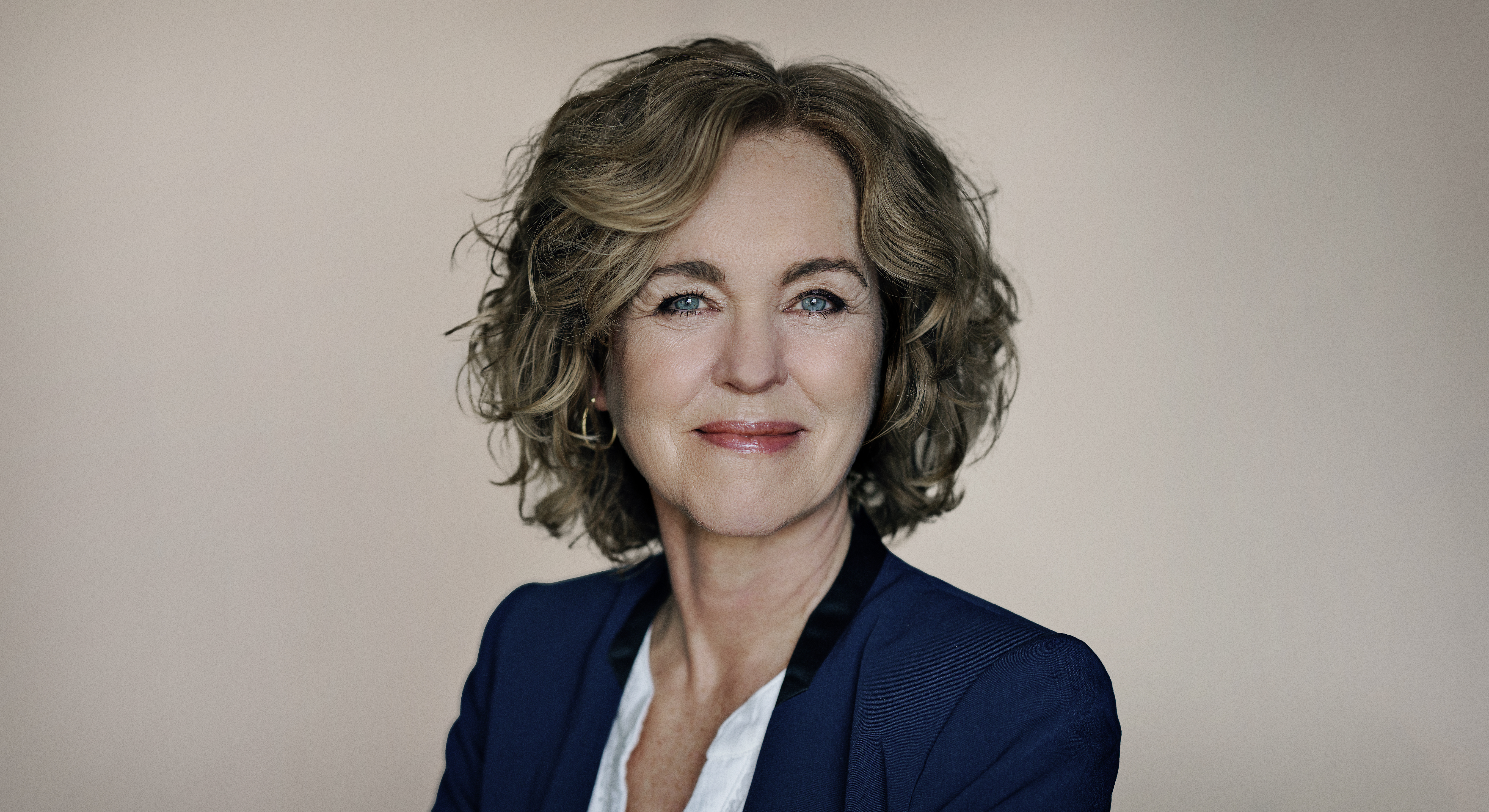
Anja C. Andersen, 2022

Anja Cetti Andersen (* 25. September 1965 in Hørsholm, Dänemark) ist eine dänische Astrophysikerin, Astronomin und Hochschullehrerin. Sie ist Professorin für öffentliches Verständnis von Wissenschaft und Technologie an der Universität Kopenhagen und erforscht kosmischen Staub.

## Leben und Werk

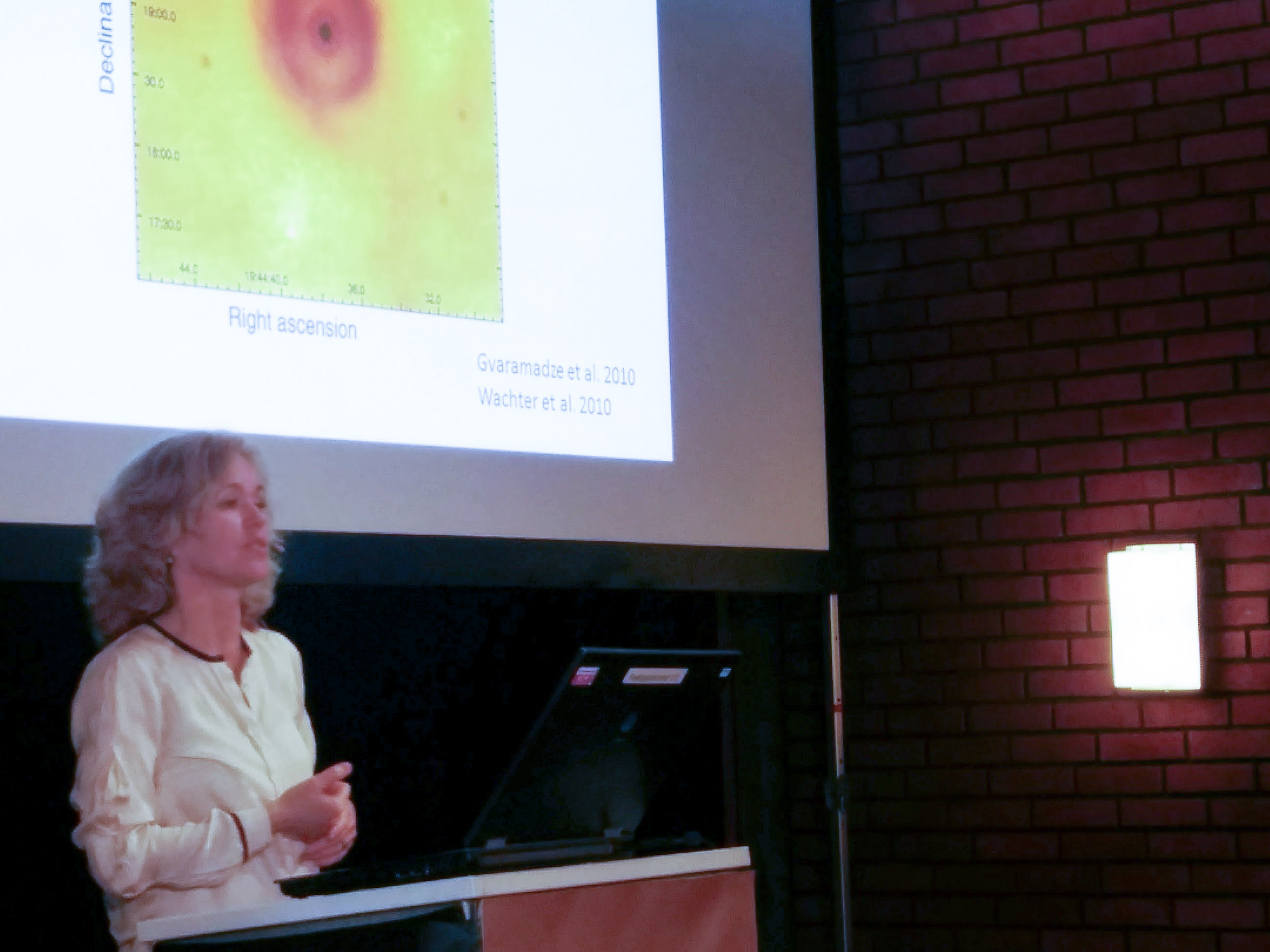
Anja Cetti Andersen, 2015

Andersen studierte an der Universität Kopenhagen, wo sie 1991 den Bachelor of Science und 1995 den Master of Science in Astronomie erwarb. Sie promovierte dort 1999 mit der Dissertation: Cosmic dust and late-type stars, a study of the optical properties of carbonaceous cosmic dust and its impact on the atmospheric structure of late-type giant stars.
Nachdem sie an der Universität Uppsala in Schweden, am Nordischen Institut für Theoretische Physik der Universität Kopenhagen und an der Friedrich-Schiller-Universität Jena in Deutschland geforscht hatte, wurde sie 2005 zur Dozentin am Niels-Bohr-Institut ernannt. Bis 2017 war sie als außerordentliche Professorin am Dark Cosmology Centre des Niels-Bohr-Instituts tätig. Sie wurde dort 2017 Professorin für öffentliches Wissenschaftsverständnis. Sie wurde als Dänemarks erste Professorin für das öffentliche Verständnis von Wissenschaft und Technologie an das Niels-Bohr-Institut berufen, mit der Aufgabe, das öffentliche Interesse und die Begeisterung für die Wissenschaft zu wecken. Diese Professur ist die erste ihrer Art in Dänemark. 2023 forschte Andersen als Gastprofessorin an der Princeton University.
Ihre Forschung konzentriert sich auf kosmischen Staub in Sternhüllen und in interstellaren Wolken. Kosmische Staubpartikel spielen eine wichtige Rolle für die thermischen, dynamischen und chemischen Bedingungen in vielen astrophysikalischen Umgebungen, insbesondere für den Prozess der Sternen- und Planetenentstehung und die späten Stadien der Sternentwicklung. Staubpartikel bestimmen das spektrale Erscheinungsbild von Protosternen sowie entwickelten Sternen mit zirkumstellaren Hüllen und dominieren auch die Extinktionskurven von Galaxien. Sie veröffentlichte zum Staubwachstum in nahen Galaxien und zur Staubproduktion bei hoher Rotverschiebung sowie über Laborarbeiten zur Bestimmung der optischen Eigenschaften meteoritischer und synthetischer Staubarten.
Sie ist seit 1993 Mitglied der Astronomischen Vereinigung, seit 1994 Mitglied der Dänischen Physikalischen Gesellschaft, seit 1996 Mitglied der Meteoritical Society, seit 1997 Mitglied der European Physical Society, seit 2000 Mitglied von Euroscience und ab 2001 Mitglied der Europäischen Astronomischen Gesellschaft. Andersen war von 1996 bis 2006 Vorsitzende des Netzwerks für Frauen in der Physik und wurde 2007 zum Mitglied der Dänischen Akademie der Technischen Wissenschaften, ATV, gewählt. Seit 2019 ist sie Vorsitzende des Wissenschaftlichen Rates des Vereins lex.dk.
Der Kleinplanet (8820) Anjandersen wurde nach ihr benannt.

## Auszeichnungen (Auswahl)
- 2005: Descartes-Preis
- 2006: Rosenkjær-Preis des Dänischen Rundfunks
- 2008: Dansk Magisterforenings Forskningspris
- 2009: Mathildeprisen[8]
- 2011: Science Communication Award[9][10]
- 2015: Kommunikationspreis „Licht des Jahres“ der UNESCO
- 2016: H. C. Ørsted Medal[11]
- 2017: Sachbuchpreis des Dänischen Autorenverbandes
- 2018:  Ebbe-Munck-Ehrenpreis
- 2021: DANWISE-Preis

## Veröffentlichungen (Auswahl)
- Hvad skal vi med videnskab? Informations Forlag, 2021, ISBN 978-87-93772-18-2.
- En lille bog om Månen. Lindhardt & Ringhof, 2019, ISBN 978-87-11-90685-9.